# Him (Plastik)

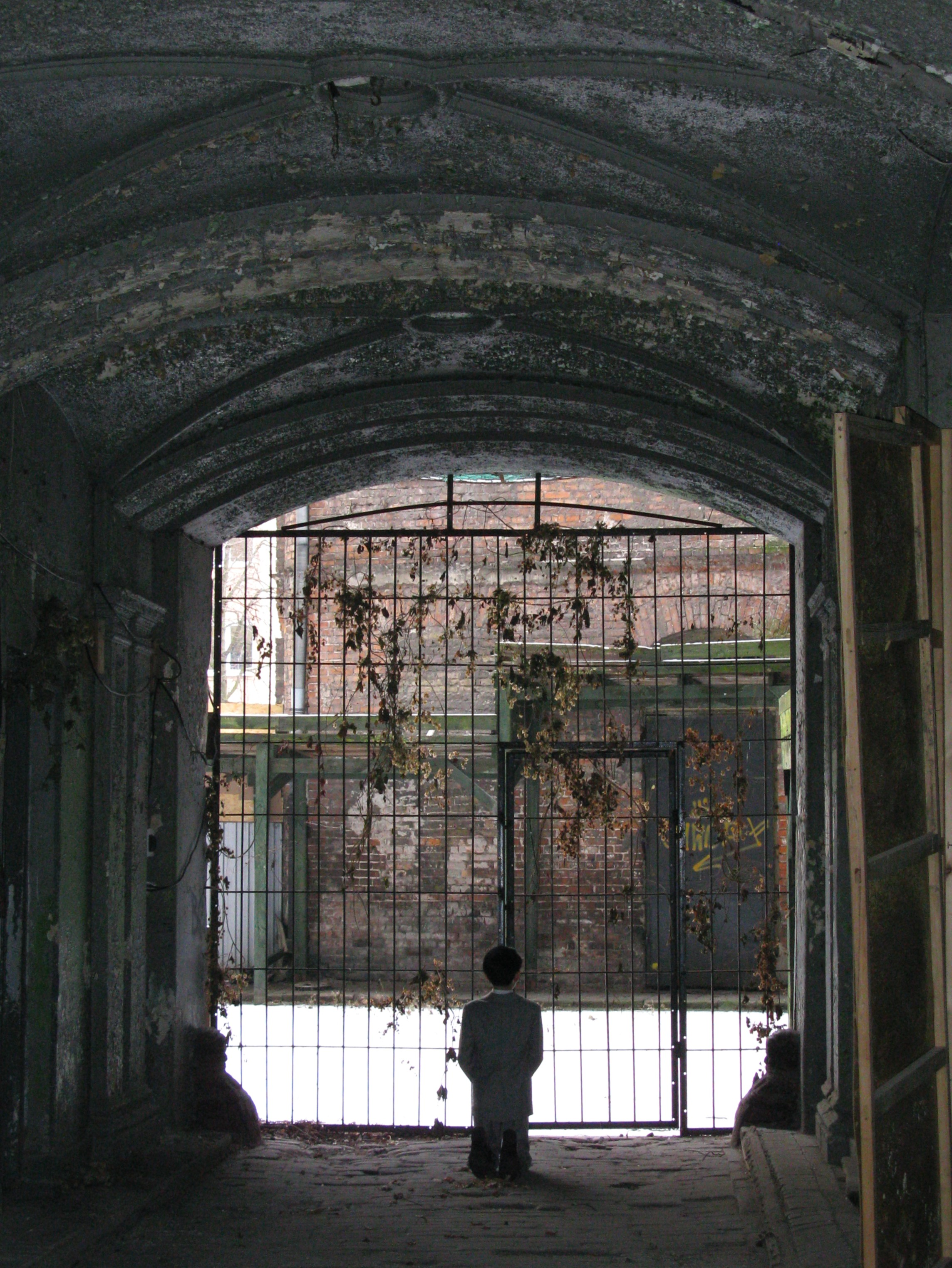
Him, ausgestellt in einem Hofeingang des ehemaligen Warschauer Ghettos, Warschau, 2013

Him, deutsch Er, auch Betender Hitler, ist eine Plastik des italienischen Künstlers Maurizio Cattelan. Die vollplastische Statue stellt den mit einem grauen Straßenanzug bekleideten Adolf Hitler als Vollfigur in kniender Haltung und zum Gebet gefalteten Händen dar. Seit 2002 wurde die hyperrealistische Figur als Installation auf verschiedenen Ausstellungen gezeigt, wobei der Ausstellungsraum und die Position der Figur darin jeweils bedeutende Bestandteile einer künstlerischen bzw. kuratorischen Komposition bildeten (In-situ-Installation). Bei einer Versteigerung am 8. Mai 2016 in New York City erzielte das Objekt einen Preis von 17,2 Millionen Dollar.

## Beschreibung, Geschichte und Rezeption
Für die Färgfabriken in Stockholm-Liljeholmen konzipierte Cattelan im Jahr 2001 die miniaturisierte, somit nicht lebensgroße, 101 cm hohe Figur Him aus Wachs, Polyesterharz und menschlichem Haar. Als ausführenden Bildhauer für seinen Entwurf beauftragte er – wie schon bei La Nona Ora – Daniel Druet (* 1941), der seit den 1970er Jahren auf Wachsfiguren spezialisiert ist. Die Skulptur zeigt Hitler in hingebungsvoll kniender Haltung und mit aufwärtsgewandtem Gesicht sowie gefalteten Händen. In der Rückansicht erscheint sie wie ein unschuldiger Junge. Cattelan ließ sie mit einem weißen Hemd mit Kragen und schwarzer Krawatte bekleiden, in einen grauen Straßenanzug aus Tweed stecken, dessen Hosenteil eine Kniebundhose ist, und ihr über grauen Wollstrümpfen halbhohe schwarze Lederschuhe anziehen. Insgesamt existieren drei Exemplare des Werks.
In einer Ausstellung eines Exemplars, die 2002 in Rotterdam stattfand, rief Him einen Sturm der Entrüstung hervor. Die in Deutschland geborene, kanadische Künstlerin, Kuratorin und Sammlerin Ydessa Hendeles, Tochter polnischer Juden, die das KZ Auschwitz überlebt hatten, erwarb die Figur und bezog sie zunächst in ihre Ausstellung Same Difference ein, anschließend in ihre Planungen für die Ausstellung Partners. Diese Ausstellung wurde 2003 im Haus der Kunst in München eröffnet, einem Gebäude, das unter Beteiligung Hitlers in den Jahren 1933 bis 1937 geplant worden und von 1937 bis 1944 Ort der auch von Hitler besuchten Großen Deutschen Kunstausstellung gewesen war. Hendeles zeigte Him in einem separaten, leeren Raum, dem sich nahenden Betrachter zunächst nur die Rückseite der knabenhaften Figur zeigend, so dass das Gesicht Hitlers erst in einem Moment der näheren Betrachtung schockartig wahrgenommen werden konnte. Zuvor hatte der Betrachter ihr 2002 entstandenes Werk The Teddy Bear Project zu durchschreiten, eine Sammlung von rund 3000 anrührenden historischen Fotografien mit Abbildungen von Menschen mit Teddybären. Auf dem Rückweg war die Sammlung der Fotografien unter den von Him hervorgerufenen Eindrücken erneut zu passieren.
Ende 2012 sorgte die Figur für Proteste und Schlagzeilen, als sie im Rahmen einer Cattelan-Werkschau unter dem Titel Amen in einem Hofeingang des Warschauer Ghettos ausgestellt war. Laut Angabe der Kuratoren sollte die Ausstellung „Fragen zum Ursprung des Bösen im Menschen“ aufwerfen. Das Simon Wiesenthal Center kritisierte die Darstellung Hitlers als „sinnlose Provokation“ und „geschmacklosen Missbrauch von Kunst“. Eine Kunstkritikerin der polnischen Tageszeitung Gazeta Wyborcza meinte, dass die ausgestellten Werke „gerade einmal die Ausdrucksstärke eines Gartenzwerges“ hätten.
Der Kunstkolumnist John Bentley Mays (1941–2016), der Him im Jahr 2002 in Ydessa Hendeles’ Installation Same Difference gesehen hatte, meinte, dass Cattelan Hitler als „Jesus im Garten Getsemani“ imaginiert habe. Der Kunstjournalist Axel Hecht, bis 2005 Chefredakteur des Kunstmagazins art, fragte angesichts des Objekts: „Kniet Hitler trotzig vor seinem Richter? Bereut der Diktator, von später Einsicht getrieben, das von ihm angerichtete Inferno? Bezieht sich das Werk etwa generationsübergreifend auf die Trauerarbeit des Bundeskanzlers Willy Brandt, der bei seinem Polen-Besuch 1970 vor dem Mahnmal im ehemaligen Warschauer Ghetto kniete, um seine Scham über den Völkermord zu demonstrieren?“ Laura Hoptman (* 1962), eine Kuratorin des Museum of Modern Art, befand, dass sich das Werk, das sie zu den „verstörendsten“ Schöpfungen des ikonoklastisch arbeitenden Künstlers zählt, auch auf die katholischen Topoi von Vergebung und Absolution bezieht.
Eines der drei Exemplare der Figur kam am 8. Mai 2016 in der Christie’s-Versteigerungsreihe Bound to Fail in New York City für 17,2 Millionen Dollar (15,1 Millionen Euro) unter den Hammer, was selbst die Erwartungen des Auktionshauses übertraf. Der Erwerber ist ein US-amerikanischer Sammler österreichischer Abstammung, der den Holocaust überlebt hat.

## Ausstellungen
- 2002: Museum Boijmans Van Beuningen, Rotterdam, Niederlande
- 2002: sameDIFFERENCE, Ydessa Hendeles Art Foundation, Toronto, Kanada
- 2003: Partners, Haus der Kunst, München, Deutschland
- 2010: Museum für Moderne Kunst, Frankfurt am Main, Deutschland
- 2011/2012: Solomon R. Guggenheim Museum, New York City, Vereinigte Staaten
- 2012/2013: Amen, Warschauer Ghetto, Warschau, Polen
- 2018: Debout!, Couvent des Jacobins, Rennes, Frankreich
- 2019: Victory Is Not an Option, Blenheim Palace, Woodstock, Vereinigtes Königreich